# Мантика
Мантика (др.-греч. μαντική, μαντευτική — искусство прорицания, пророческий дар) — гадания в Древней Греции и Риме, которые проводились с целью установления воли богов на основании различных ниспосылаемых ими предзнаменований. Древние верили, что будущее также можно узнать по прорицаниям сивилл либо обратившись к оракулу.
В Древнем Риме жрецы-гадатели объединялись в коллегии, среди которых наиболее значимыми были гаруспики, гадавшие по внутренностям жертвенных животных, и авгуры, гадавшие по полёту птиц. 
Способы гадания в античности были многообразны — посредством снов (ониромантия), по полету птиц (ауспиции), по огню (пиромантия), по строению человеческого тела (морфоскопия и физиогномика), по «показаниям покойника» (некромантия), по небесным явлениям и расположению светил (астрология), по внутренностям животных, по строению руки (хиромантия) и т. д.